# Le ultime gocce di vino
Le ultime gocce di vino (The Last of the Wine) è un romanzo storico scritto da Mary Renault, pubblicato nel 1956.
Il romanzo, ambientato nella Grecia del V secolo a.C., racconta la quasi trentennale Guerra del Peloponneso, dal punto di vista del nobile ateniese Alexias (Alessia), figlio di Mirone, nato proprio all'inizio del conflitto tra la propria Città e Sparta, che partecipa e assiste tanto agli eventi bellici quanto alle divisioni interne fra democratici e oligarchici, ma ha anche l'opportunità di apprendere gli insegnamenti filosofici di Socrate.
Il titolo si riferisce al gioco del kottabos, svolto abitualmente alla fine della cena con le ultime gocce di vino rimaste nelle coppe.

## Trama
Atene, V secolo.
Neonato prematuro, gracile e brutto, destinato ad essere esposto dal padre Mirone il Bello, Alessia viene salvato solo dall'invasione degli spartani, che costringe il padre a prendere le armi, e dall'epidemia di peste che colpisce la città e uccide la madre, il fratello Filocle di soli due anni e il ventiquattrenne zio paterno Alessia, da cui prende il nome, morto per aver assistito l'amante malato Filone.
Nel corso della dura infanzia è trascurato dal padre e maltrattato dalla sua concubina rodia, ma trova un amico nell'insolito compagno del corso di musica, il quarantacinquenne Socrate, e in seguito nel coetaneo Senofonte, figlio di Grillo, e nella giovane seconda moglie del padre, Arete figlia di Arcagora, di soli otto anni più vecchia di lui.
È ancora ragazzo quando ha inizio la spedizione ateniese in Sicilia e assiste allo scandalo delle erme che costa al brillante ma controverso generale Alcibiade la guida della flotta e la condanna a morte, evitata rifugiandosi nella nemica Sparta.
È diventato ormai un sedicenne di bell'aspetto quando il padre parte per la Sicilia per unirsi alle forze guidate da Nicia e in sua assenza diventa seguace del famigerato Socrate, che secondo l'opinione comune corrompe i giovani insegnando loro a disprezzare i genitori e gli dei, come dimostrerebbe il comportamento del più illustre dei suoi ex-discepoli, Alcibiade. Al seguito del filosofo ci sono fra gli altri Agatone, Critone, Liside, figlio di Democrate, e il ricco, ambizioso Crizia, da cui Alessia si tiene a distanza perché l'uomo ha tentato di insidiarlo quando lui era troppo giovane per simili approcci.
Quando la matrigna Arete partorisce una bambina, Alessia, memore di quanto accaduto alla propria nascita, decide di ignorare e distruggere la lettera di istruzioni del padre, che gli ordina di allevare il nascituro, se maschio, e di esporlo, se femmina, salvando in questo modo la vita alla sorellina Carite.
Intanto, il suo corpo ben formato da un lato gli consente di vincere la gara di corsa sulla lunga distanza per i ragazzi ai Giochi Panatenaici, dall'altro attira l'attenzione di numerosi corteggiatori, a nessuno dei quali rivolge però il proprio favore. Alessia trova invece un amante sincero e onorevole nel venticinquenne Liside, il quale era rimasto colpito da lui fin da un paio di anni prima, ma si era sempre tenuto in disparte, per rispetto e orgoglio, finché Socrate non lo ha invitato ad aiutare il più giovane a liberarsi di un corteggiatore che ha superato ogni limite di decenza, rivelando così il proprio interesse.
Intanto, tra i discepoli di Socrate appaiono Senofonte, in passato molto ostile, e soprattutto l'attraente e taciturno Fedone. Alessia scopre che il giovane, di origine aristocratica, è uno schiavo, originario di Melo, la cui popolazione è stata interamente uccisa o ridotta in schiavitù in seguito ad un assedio ateniese, ora costretto a lavorare in un bordello maschile. Solo gli insegnamenti di Socrate l'hanno riportano alla vita e poi i soldi di un altro discepolo, Critone, gli restituiscono anche la libertà.
Quando gli spartani violano la tregua e invadono l'Attica, Alessia non ancora maggiorenne si ritrova a servire agli ordini di Liside, filarco della Guardia, per contrastare le scorrerie dei nemici. Per oltre un anno i due sono impegnati con il loro piccolo contingente in scaramucce contro gruppi di invasori, mentre l'esercito guidato da Demostene tiene sotto assedio gli spartani a Decelea.
In seguito, mentre gli spartani rimangono attestati sulle loro posizioni, Demostene guida una nuova flotta per portare aiuto alla sfortunata spedizione in Sicilia, ma il suo intervento non può nulla per evitare la catastrofica sconfitta finale: l'intero esercito ateniese è distrutto, migliaia di soldati sono fatti prigionieri e costretti a lavorare fino alla morte nelle terribili latomie siracusane.
Durante la sacra tregua di Poseidone, Alessia e Liside raggiungono Corinto per partecipare ai Giochi Istmici, l'uno come efebo nella corsa, l'altro come adulto nel pancrazio. Con loro c'è anche Aristocle, figlio di Aristone, detto Platone, poco più giovane di Alessia, lottatore della categoria ragazzi. Mentre Alessia e Platone trionfano nelle rispettive gare, Liside viene sconfitto e gravemente ferito da un avversario enorme, simbolo perfetto della fine dell'ideale apollineo di un atleta elegante e armonico, ugualmente capace di lottare, correre, lanciare e combattere in difesa della propria Città. Per Liside è la fine delle competizioni, ma in seguito anche Alessia dovrà rinunciare al sogno dei Giochi Olimpici, per un problema al cuore.
Tornati ad Atene, i due compagni sono poco impegnati con la Guardia, perché la guerra viene combattuta soprattutto sul mare. Un giorno, riappare Mirone, dato per morto e sopravvissuto invece tanto alla guerra che alla prigionia nelle latomie. La convivenza con l'uomo, segnato nel corpo e nell'anima, è molto difficile e raggiunge il culmine quando Mirone arriva ad accusare Alessia di essere il vero padre della piccola Carite. Oltre a questo, lo stesso rapporto tra Alessia e Liside comincia a deteriorarsi, per crescenti difficoltà di comprensione reciproca, tra collera e gelosia; una pericolosa caccia al cinghiale li riappacifica, ma nulla può più essere come prima.
In seguito Alessia e Liside prestano servizio sulla trireme da guerra Sirena e contribuiscono a sventare il tentativo di colpo di Stato da parte degli oligarchi a Samo, mentre ad Atene viene instaurato il regime della Boulé dei Quattrocento. Rientrano in patria solo quando questo viene abbattuto, viene restaurata la democrazia e viene riaccolto trionfalmente Alcibiade. In Città ritrovano con piacere Socrate, sempre uguale a se stesso, a discutere nell'Agorà; tra le facce nuove al suo seguito, c'è il brillante Platone, la cui presenza stimola un altro dotato discepolo, Fedone, in un proficuo scontro di menti e antagonismo di idee.
Dopo che Alcibiade, proclamato stratego ma presto rimosso dall'incarico per alcune sconfitte, si è ritirato in Tracia, la flotta ateniese ottiene una grande vittoria nella battaglia delle Arginuse, che però viene pagata cara, con l'affondamento di molte navi nel mare in tempesta. Alessia e Liside sono fra i pochi naufraghi sopravvissuti e rientrano in città in tempo per assistere al processo nel corso del quale gli strateghi accusati di non aver soccorso i naufraghi vengono condannati a morte.
Entrambi lasciano la flotta e non sono quindi presenti quando questa viene completamente annientata alla battaglia di Egospotami, segnando di fatto la sconfitta definitiva dopo una guerra quasi trentennale.
Sparta sottopone Atene ad un ferreo assedio di mesi, che porta infine gli ateniesi stremati dalla fame ad accettare la resa, che significa la sottomissione agli spartani, ma non la distruzione totale della Città. Durante l'assedio Alessia aiuta segretamente a sopravvivere Liside, ora sposato con la giovane Talia, riducendosi addirittura al disonorevole lavoro di modello per scultori. Ma perde prima la matrigna per colpa della carestia e poi il padre, dopo la resa, a causa del regime oligarchico dei Trenta tiranni, guidato da Crizia, instaurato dagli spartani: Mirone, convinto della correttezza dell'oligarchia, sostiene il regime anche quando diventa via via più sanguinoso, ma alla fine paga con la vita la propria amicizia con il moderato Teramene. Solo l'intervento di Platone, nipote di Crizia, salva invece la vita a Socrate.
Alessia e Liside, prima di rimanere a loro volta vittima della tirannia, raggiungono il democratico Trasibulo, esule a Tebe, e partecipano alla campagna di liberazione dal regime dei Trenta, non più sostenuto dagli spartani. Durante la vittoriosa battaglia decisiva, alla fortezza di Munichia, Alessia riesce a uccidere con le proprie mani Crizia e vendicare il padre, ma Liside viene ucciso. Rispettando le sue ultime parole, Alessia si prende cura di Talia, facendone la propria moglie.
Un anno dopo, nella Città in cui è stata restaurata la democrazia, Alessia riceve la corona d'ulivo dei liberatori, ma ascolta con tristezza le parole di una delle personalità di spicco del nuovo regime, ostile agli insegnamenti di Socrate come tutti gli uomini di potere prima di lui.

## Forma narrativa
Il romanzo è impostato come una narrazione autobiografica in prima persona.
Il protagonista Alessia si rivolge talvolta al lettore, nell'ammettere alcune autocensure della propria narrazione, per rispetto delle persone interessate.
Secondo l'espediente del "manoscritto ritrovato", si conclude con un poscritto finale, a firma di un altro Alessia, figlio di Mirone, nipote e omonimo del narratore, filarco della cavalleria ateniese di Alessandro Magno, che riferisce di aver rilegato il libro così come l'ha trovato fra le carte del padre, dopo la sua morte, e che il nonno è morto a cinquantacinque anni, durante una caccia.

## Edizioni italiane
- Le ultime gocce di vino, traduzione di Roberta Rambelli, Collana La Gaja Scienza n.363, Milano, Longanesi, 23 marzo 1992,  pp. 397, ISBN 978-88-304-1060-2. - Collana Teadue n.250, Milano, TEA, 1993, ISBN 978-88-781-9607-0, pp. 397; Collana Teadue, TEA, 1999, ISBN 978-88-781-9607-0, pp. 397.
- Le ultime gocce di vino, traduzione di Roberta Rambelli, Collana Le monete, Roma, Castelvecchi, 2013,  p. 397, ISBN 978-88-761-5966-4. - Collana Oscar Moderni, Milano, Mondadori, 2023, ISBN 978-88-047-6277-5.